# تسرب المياه المالحة

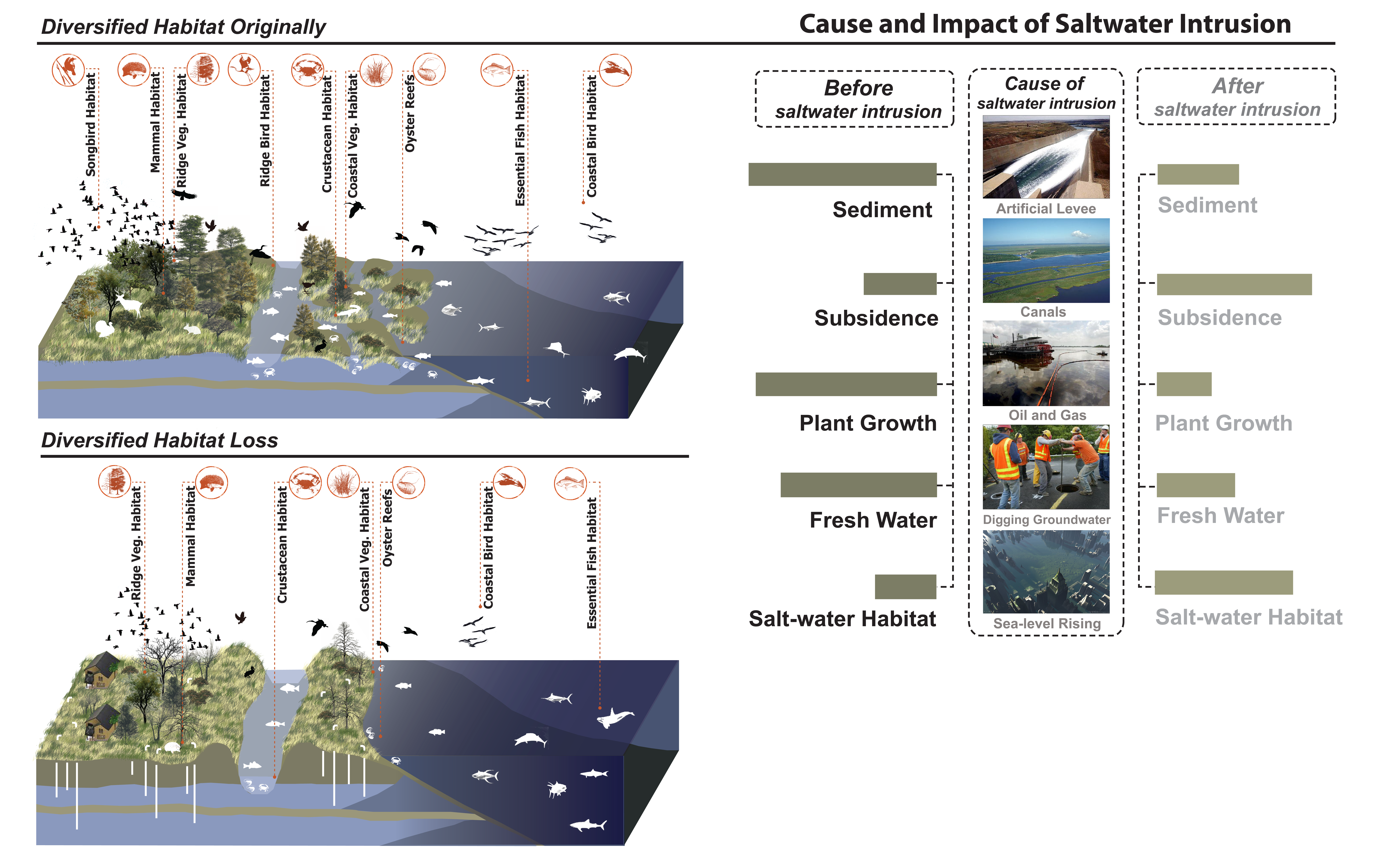
أسباب وآثار تسرب المياه المالحة

تسرب المياه المالحة هو حركة دخول المياه المالحة إلى طبقات المياه الجوفية العذبة، والتي يمكن أن تؤدي إلى تلوث مصادر مياه الشرب وعواقب أخرى. تسرب المياه المالحة يحدث بشكل طبيعي إلى حد ما أكثر في طبقات المياه الجوفية الساحلية، نظرا للاتصال الهيدروليكي بين المياه الجوفية ومياه البحر. ولأن المياه المالحة يحتوي على نسبة أملاح ومعادن أعلى من المياه العذبة، فهي أكثر كثافة وأثقل، ولها ارتفاع ضغط للمياه أكبر. ونتيجة لذلك، يمكن أن تدفع المياه المالحة الداخلية تحت المياه العذبة. بعض الأنشطة البشرية، وخاصة ضخ المياه العذبة من الآبار الجوفية القريبة من الساحل، زادت من تسرب المياه المالحة في المناطق الساحلية جداً. استخراج الماء العذب من تلك الآبار أدى إلى انخفاض مستوى سطح المياه، مخفضة للضغط وسامحة لغزو المياه المالحة القادمة من البحر. والحد من الضغط على المياه والسماح لتدفق المياه المالحة إلى الداخل. مساهمين آخرين يزيدون من تسرب المياه المالحة ويشمل ذلك؛ قنوات الملاحة أو قنوات الصرف الزراعي والتي توفر قنوات لنقل المياه المالحة إلى المياه الداخلية، وارتفاع مستوى سطح البحر. يمكن أيضا أن تزيد سوءاً الأحداث المناخية المتطرفة مثل الأعاصير والعواصف في تسرب أكبر للمياه المالحة.

## هيدرولوجية
بالنسبة للمناطق الساحلية، تتدفق المياه الجوفية العذبة من المناطق الداخلية وتتقابل مع المياه المالحة القادمة من المحيطات. تتدفق المياه الجوفية العذبة من المناطق الداخلية نحو الساحل حيث يكون ارتفاع مياه البحار والمحيطات ذات مستويات أقل. ولأن المياه المالحة لديها محتوى من الأملاح الذائبة والمعادن أعلى، فهي أكثر كثافة من المياه العذبة، مما تسبب أن يكون لديها رأس هيدروليكي أعلى من المياه العذبة. الرأس الهيدروليكي يشير إلى ضغط السائل التي يشكلها عمود المياه: عمود الماء له رأس هيدروليكي أعلى سوف تتحرك في عمود المياه مع انخفاض الرأس الهيدروليكي، إذا ارتبطت الأعمدة  
.
ارتفاع الضغط وكثافة المياه المالحة يؤدي إلى تحرك المياه الجوفية الساحلية والانتقال إلى شكل محدب تحت المياه العذبة. تتقابل المياه المالحة مع المياه العذبة في منطقة تداخل حيث يحدث خلط خلال التخبط والانتشار. عادة يقتصر مدى دخول المياه المالحة لمستويات المياه الجوفية العذبة، نتيجة لارتفاع عمود المياه العذبة، كما يزيد ذلك ارتفاع الأرض لأعلى.
ملوحة مياه الآبار: تُعرف بأنها نسبة الأملاح الكلية الذائبة ( كلوريد الصوديوم وكبريتات الكالسيوم وسلفات المغنسيوم وأملاح البيكربونات المختلفة ) في واحد لتر من المياه.
وزيادة الري بالمياة المالحة يعمل علي تقليل قوي التجاذب بين حبيبات التربة، وبالتالي تقل الفراغات البينية فتتسبب في صعوبة انتشار الجذور، وذلك يتسبب في تقليل معدل امتصاص الجذور للمياه بالخاصية الأسموزية فتحترق القمم النامية للجذور وتحترق علي إثرها حواف أوراق النباتات وبعض الأغصان الطرفية، وفي المراحل المتقدمة لترسب الأملاح تحدث الإسموزية العكسية مما يتسبب في موت النبات بالكامل.